# Universität Lyon I

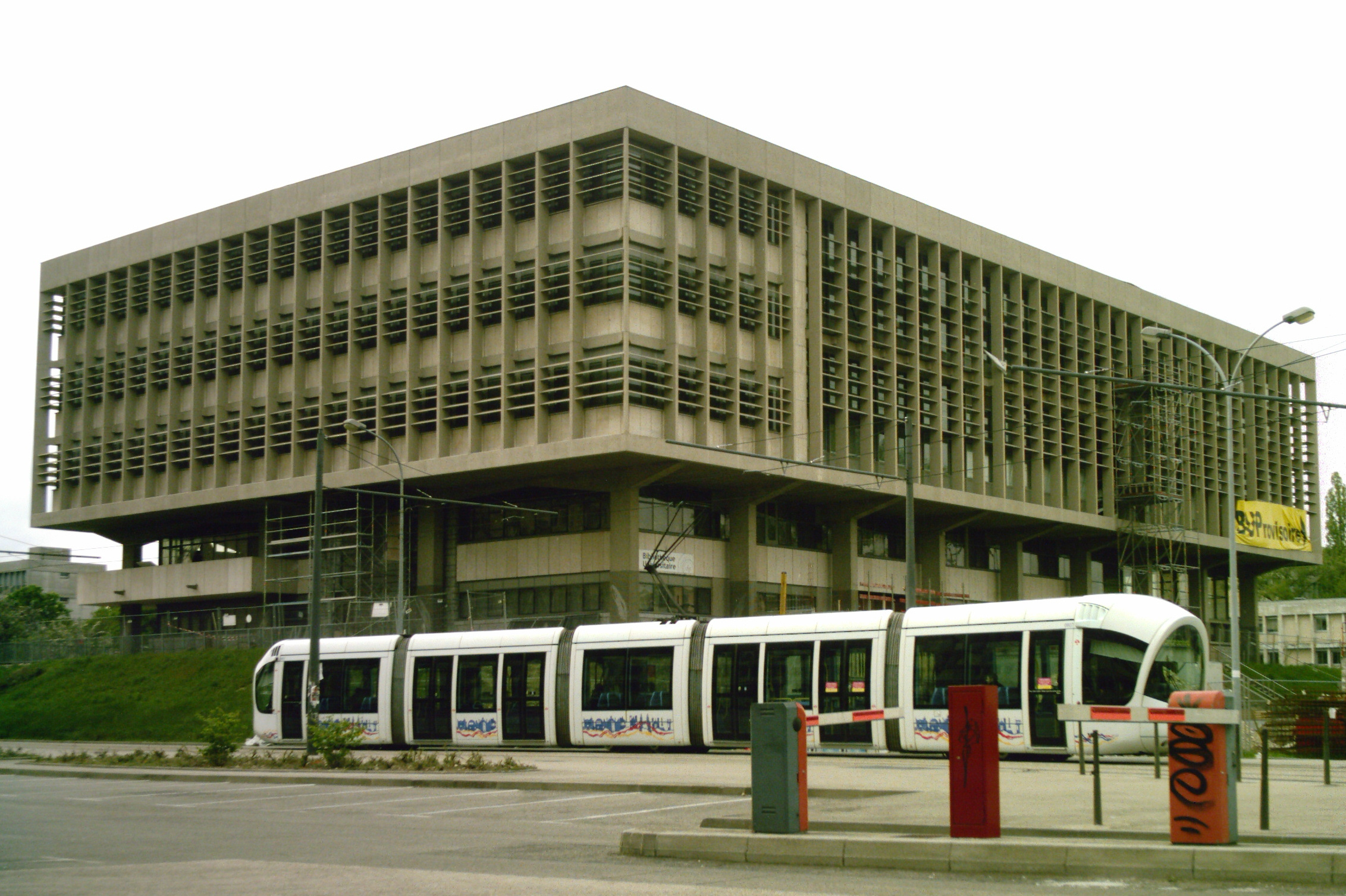
Die Bibliothek der Universität Lyon I (Campus von la Doua in Lyon-Villeurbanne)

Die Universität Lyon I (Universität Claude Bernard, UCBL) ist die Nachfolgerin der 1833 gegründeten Naturwissenschaftlichen Fakultät von Lyon sowie der 1874 gegründeten Medizinischen Fakultät.
Der Hauptcampus ist La Doua in Villeurbanne. Weitere Universitätsgebäude finden sich im Viertel Rockefeller, im Hospital Lyon-Süd sowie im Stadtteil Gerland.

## Studium
Die Universität Lyon I bietet naturwissenschaftliche und gesundheitswissenschaftliche Studiengänge an.

### Naturwissenschaften
- Biologie
- Chemie und Biochemie
- Mathematik
- Physik
- Geowissenschaften
- Elektrotechnik
- Informatik
- Maschinenbau

### Gesundheitswissenschaften
- Medizin
- Pharmazie
- Odontologie
- Hörgerätetechnik
- Ergotherapie
- Physiotherapie
- Logopädie
- Augenheilkunde
- Psychomotorik

### Andere
- Sport
- Observatorium von Lyon
- Institut für Finanzwesen von Lyon

## Zahlen und Fakten
Die seit 1971 existierende Universität zählt 45.000 Studierende. 4500 Angestellte sind in 65 Forschungseinheiten aufgegliedert mit 2700 akademischen Mitarbeitern. Das Gesamtbudget beläuft sich auf 405 Mio. Euro jährlich.

## Rektoren der Universität
- Domitien Debouzie (2001–2006)
- Lionel Collet (2006–2011)
- Alain Bonmartin (seit 2011)